# Хамнет (фильм)
«Хамнет» (англ. Hamnet) — будущая драма режиссёра Хлои Чжао, сюжет основан на одноимённом романе Мэгги О’Фаррелл. Главные роли исполнят Пол Мескал и Джесси Бакли.

## Сюжет
Вымышленная история жизни сына Уильяма Шекспира Хемнета, который умер в юном возрасте.

## В ролях
- Пол Мескал — Уильям Шекспир
- Джесси Бакли — Агнес Шекспир
- Джо Элвин
- Эмили Уотсон — Мэри
- Якоби Джуп — Хамнет Шекспир

## Производство
О начале работы над фильмом стало известно в ноябре 2022 года. В основе сценария одноимённый роман Мэгги О’Фаррелл, права на экранизацию были приобретены компанией Neal Street Productions в марте 2023 года. В апреле режиссёром фильма стала Хлоя Чжао, которая вместе с О’Фаррелл напишет сценарий.
По состоянию на май 2023 года Пол Мескал и Джесси Бакли вели переговоры о том, чтобы сняться в фильме. Мескал подтвердил в интервью в январе 2024 года, что он и Бакли будут сниматься в фильме.
Начало съёмок было запланировано на 3 июня 2024 года в Лондоне. Производство началось 29 июля 2024 года в Уэльсе. В качестве оператора выступает Лукаш Жал. В августе к актёрскому составу присоединились Джо Элвин и Эмили Уотсон, Стивен Спилберг стал одним из продюсеров фильма.